# Crocifisso (Pieve di Cento)
Il Crocifisso miracoloso è un'opera lignea realizzata tra il XIV e il XV secolo di autore ignoto e conservato nella a  chiesa di Santa Maria Maggiore di Pieve di Cento.

## Storia
Il grande crocifisso fu realizzato da un intagliatore anonimo tra il XIV e il XV secolo per la Confraternita della Santa Maria dei Battuti, gruppo laico flagellante che si auto percuoteva per punirsi, delle cattive abitudini degli uomini, ritenendo che fossero la causa di tutte le gravi calamità, come le carestie, le alluvioni, le pestilenze e così le guerre e lo Scisma d'Occidente che colpivano le città. Facevano parte della confraternita molti benestanti cittadini che compivano  atti di carità verso i più poveri nonché azioni di utilità  pubblica.
Era anche compito della congregazione dei Flagellanti sostenere le spese dell'Ospitale dei pellegrini e infermi che accoglieva i diversi pellegrini che passavano sul territorio di Pieve di Cento per recarsi nelle località religione del territorio europeo, nonché gli ammalati che avevano bisogno di cure. Dovevano pagare anche i frati delle diverse congregazioni che veniva nella chiese del territorio a predicare durante i diversi periodi liturgici dell'anno nelle funzioni liturgiche, omelie necessarie per migliorare l'educazione religiosa dei fedeli.
Durante queste visite si allestivano alcune rappresentazioni teatrali; veniva richiesta la collaborazione dei membri della confraternita per l'allestimento del teatro, nonché la confezione degli abiti e quant'altro necessario alle diverse rappresentazioni che avevano come oggetto la vita di Gesù. Venivano così forniti i diversi crocifissi per rappresentare il martirio e la morte del Signore. 
Il crocifisso divenne nel  Medioevo, oggetto di attenzione e di venerazione venendo, durante diversi periodi dell'anno, collocato dalla chiesa della Confraternita, fino al 6 febbraio 1511 quanto la cittadina ricevette la visita di papa Giulio I che si stava recando a Bologna, e il 26 novembre 1598 il crocifisso fu onorato della visita del Papa Clemente VIII che si stava recando a Ferrara dove era moto Alfonso I d'Este senza lasciare eredi.
Nel 1603 il crocifisso venne appeso sulla controfacciata della chiesa, e solo nel 1643 fu edificato l'altare dove fu definitivamente collocato. Altare che mantenne la sua posizione anche dopo la ricostruzione della chiesa, avvenuta nei primi anni del XVIII secolo, periodo nel quale il crocifisso venne portato nella Chiesa dei Santi Rocco e Sebastiano di Pieve di Cento.
La devozione per il crocifisso iniziò nel XVI secolo e dalla metà del Settecento, si stabilirono i giorni dedicati alla sua venerazione in tutti i venerdì di marzo fino alla fine di ottobre. Dal 1840 si festeggia il ventennale del Crocifisso, cioè la grande processione solenne che attraversa le strade cittadine solo una volta ogni vent'anni.

### Le leggende
Alcune leggende si sono create intorno al crocifisso, che non hanno nessuna conferma se non la devozione della comunità. La leggenda, che presenta alcune varianti, narra che in un tempo non ben definito, ad una signora della famiglia Giudicini un forestiero chiese ospitalità. La donna, non avendo altri locali liberi, lo condusse nella soffitta, e il mattino seguente vedendo che non si alzava, mandò la sua serva a controllare. Questa ritornò tutta spaventata raccontando che il signore non era più presente ma vi era la testa lignea di Cristo con alcuni ceri accesi. La variante racconterebbe che fu una vicina di casa che vedendo una strana luce provenire dalla soffitta avvisò la padrona che trovò la testa del Cristo. 
Secondo un altro racconto, una notte un gruppo di centesi entrò nella chiesa e rubò il Crocifisso. Caricato sul carro trainato da due buoi, fu trasportato lungo le vie del paese, ma giunti ad un corso d'acqua che divide le due cittadine gli animali si rifiutarono di passare oltre, anzi non vi fu nulla che potesse convincerli neppure con la forza del bastone. La variante racconta che la croce con tre salti tornò nella sua posizione naturale, la cappella della chiesa di Pieve di Cento.

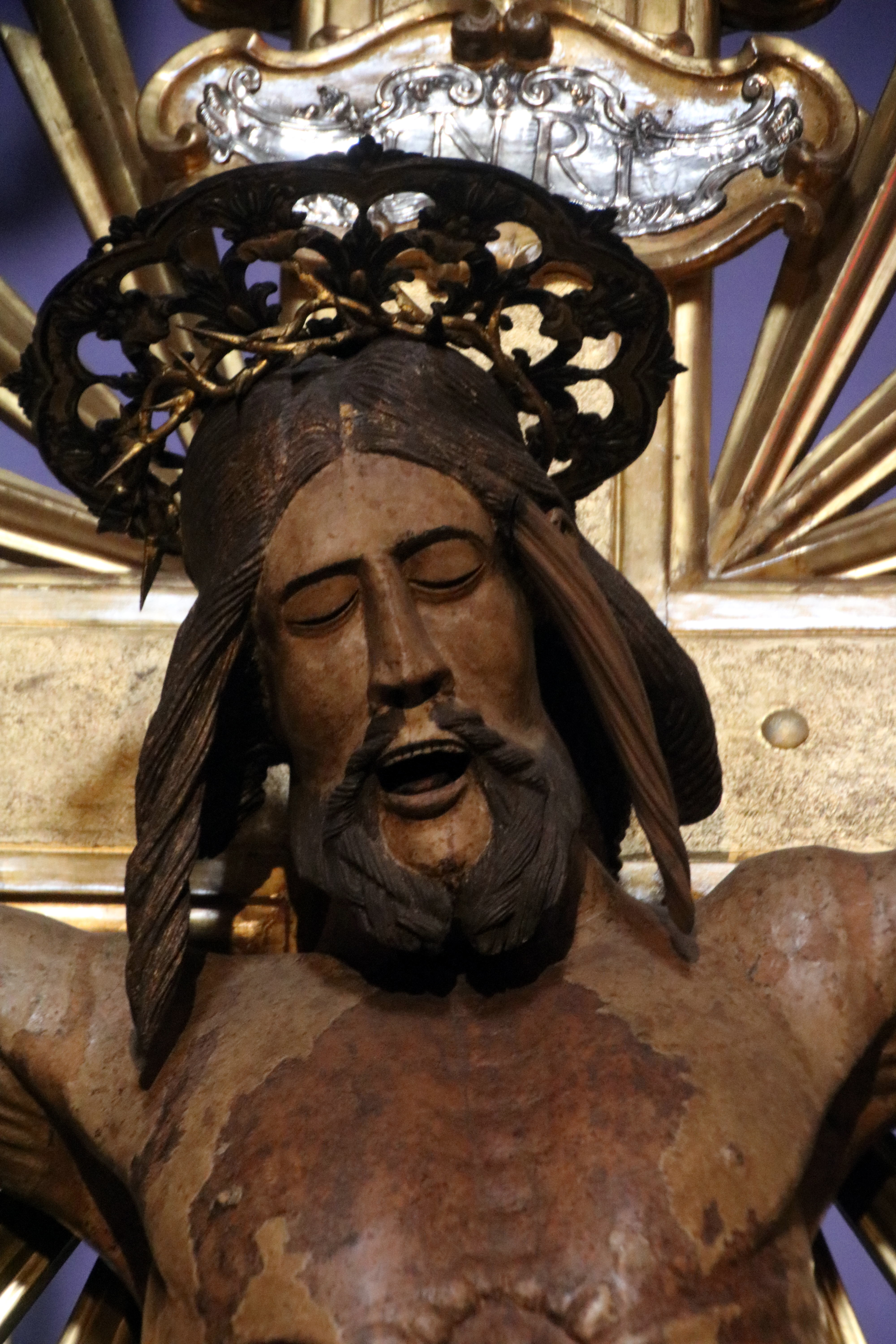
Crocifisso, particolare del volto

## Descrizione
Il crocifisso presenta particolarità che lo collocano, almeno per la parte della testa del Cristo, alla fine del XIII secolo. La raffigurazione è quella classica del periodo gotico, con il soggetto raffigurato nel compimento dell'ultimo spirito, come riportano i Vangeli
(Matteo, 15,34-50)
Il capo del Cristo presenta nei capelli scanalure simmetriche e boccoli tortili nella barba. Le palpebre appena aperte, la bocca socchiusa e le narici dilatare danno un aspetto realistico all'opera, un uomo che veramente sta vivendo la sua agonia, l'attimo del dolore e della morte. Il corpo invece non ha proporzioni reali, le gambe si presentano di una misura minore rispetto al resto del busto, che è molto sottile e allungata, con il torace ben definito. La corona posta sul capo riporta la datazione del 1740.